# فهرست فیلم‌های ترسناک ۱۹۹۳
این فهرستی از فیلم‌های ترسناک است که در سال ۱۹۹۳ منتشر شده‌اند.

## فهرست
| عنوان                               | کارگردان                  | بازیگران                                                                                 | کشور                 | یادداشت                                                   | منبع   |
| ----------------------------------- | ------------------------- | ---------------------------------------------------------------------------------------- | -------------------- | --------------------------------------------------------- | ------ |
| آمیتیویل: نسل جدید                  | جان مورلوفسکی             | راس کبک، جولیا نیکسون-سل، لالا اسلواتمن، دیوید ناتن                                      | ایالات متحده         | مستقیم به ویدیو منتشر شد                                  | [ ۱ ]  |
| کیف‌های بدن                          | جان کارپنتر، توبی هوپر    | راجر کورمن، وس کریون، مارک همیل، استیسی کیچ، توییگی، رابرت کارادین، دبی هری، شینا ایستون | ایالات متحده         | فیلم تلویزیونی تولید مشترک توسط جان کارپنتر               | [ ۲ ]  |
| ذوب بدن                             | فیلیپ بروفی               | جرارد کندی، اندرو دادو، ایان اسمیت                                                       | استرالیا             |                                                           | [ ۳ ]  |
| آدمخوار! موزیکال                    | تری پارکر                 | تری پارکر، مت استون، دیان باچار                                                          | ایالات متحده         |                                                           |        |
| گوشت‌خزندگان                         | آدام سیمون                | داین لد، پاتریشیا هرینگتون، جنیفر رانیون، کلینت هاوارد                                   | ایالات متحده         | تولید شده توسط راجر کورمن                                 | [ ۴ ]  |
| بچه‌های ذرت ۲: فداکاری نهایی         | دیوید اف پرایس            | ترنس ناکس، پل شرر، رایان بولمن                                                           | ایالات متحده         | بر اساس آثار استفان کینگ                                  | [ ۵ ]  |
| کرونوس                              | گیرمو دل تورو             | فدریکو لوپی، ران پرلمن، کلاودیو بروک                                                     | مکزیک                |                                                           | [ ۶ ]  |
| نیمه تاریک                          | جورج آ. رومرو             | تیموتی هاتن، ایمی مدیگان، مایکل روکر، جولی هریس                                          | ایالات متحده         | بر اساس رمان استفان کینگ                                  | [ ۷ ]  |
| جهان تاریک                          | استیو لاتشاو              | جو استیوز، بنتلی تایتل، لوری شرمن، بلیک پیکت                                             | ایالات متحده         | تولید شده توسط جیم وینورسکی و فرد اولان ری                | [ ۸ ]  |
| اسباب‌بازی‌های دولمان در برابر دمونیک | چارلز باند                | تیم تامرسون، ملیسا بهر، پتر چن، تریسی اسکاگینز                                           | ایالات متحده         | تولید شده توسط چارلز باند                                 | [ ۹ ]  |
| کسوف کامل                           | آنتونی هیکوکس             | پتسی کنسیت، ماریو فن پیبلز، ویکتوریا راول                                                | ایالات متحده         |                                                           | [ ۱۰ ] |
| تیپ ارواح                           | جورج هیکنلوپر             | کوربین برنسن، ادریان کیوان پاسدار، مارتین شین، بیلی باب تورنتون، دیوید آرکت              | ایالات متحده         |                                                           | [ ۱۱ ] |
| شعبده‌بازی                           | کنی اورتگا                | بت میدلر، سارا جسیکا پارکر، کتی ناجیمی                                                   | ایالات متحده         | کمدی ترسناک                                               | [ ۱۲ ] |
| جک باش زیرک                         | گارث ماکسول               | آلکسیس آرکت، سارا اسماتز-کندی                                                            | نیوزلند              |                                                           |        |
| جیسون به دزوخ می‌رود: آخرین جمعه     | آدام مارکوس               | جان دی. لی می، کاری کیگان، کین هادر، استیون ویلیامز                                      | ایالات متحده         | تولید شده توسط شان اس. کانینگهام                          | [ ۱۳ ] |
| کالیفرنیا                           | دومیک سنا                 | برد پیت، دیوید دوکاونی، جولیت لوئیس، میچل فوربز                                          | ایالات متحده         |                                                           | [ ۱۴ ] |
| لپرکان                              | مارک جونز                 | وارویک دیویس، جنیفر آنیستون، کن اولاند                                                   | ایالات متحده         |                                                           | [ ۱۴ ] |
| Little Cory Gory                    | بیل مورونی                | ادینیا اسکادی، تاد فورچون، سابینو ویلا لوبوس                                             | ایالات متحده         |                                                           | [ ۱۵ ] |
| ماهاکال                             | شیام رمزی، تولسی رمزی     | آرچانا پوران سینگ، ریما لاگو، کولبوشان کارباندا                                          | هندوستان             |                                                           | [ ۱۶ ] |
| پلیس دیوانه: نشان سکوت              | ویلیام لوستیگ، جوئل سوسون | رابرت داوی، کیتلین دولانی، گرچن بکر                                                      | ایالات متحده         | نوشته شده توسط لری کوئن                                   | [ ۱۷ ] |
| بهترین دوست انسان                   | جان لافیا                 | الی شیدی، لانس هنریکسن، رابرت کوستانزو                                                   | ایالات متحده         |                                                           | [ ۱۸ ] |
| نکرونومیکون                         | برایان یوزنا، کریستف گانز | جفری کمبس، بروس پین، تونی آزیتو، دیوید وارنر، ریچارد لینچ                                | ایالات متحده         | گلچین ترسناک جلوه‌های ویژه با نظارت تام ساوینی             | [ ۱۹ ] |
| چیزهای ضروری                        | فریزر سی هستون            | ماکس فون سیدو، اد هریس، بانی بدیلیا                                                      | ایالات متحده         | بر اساس رمان استفان کینگ                                  | [ ۲۰ ] |
| جغد شب                              | جفری آرسنالت              | جان لگویزمائو، جیمز رافتری، علی توماس                                                    | ایالات متحده         |                                                           | [ ۲۱ ] |
| ترور شب                             | توبی هوپر                 | رابرت انگلوند، زوئی تریلینگ، آلونا کیمی                                                  | ایالات متحده         | تولید شده توسط هری آلن تاورز در اسرائیل فیلمبرداری شده‌است | [ ۲۲ ] |
| Ozone (a.k.a. Street Zombies)       | جی آر بوکوالتر            | وین ای. هارولد، جی آر بوکوالتر، هدر اسمیت                                                | ایالات متحده         |                                                           | [ ۲۳ ] |
| پاپت مستر ۴: شیطان                  | جف بور                    | گوردون کوری، چاندارا وست، اش آدامز                                                       | ایالات متحده         | تولید شده توسط چارلز باند                                 | [ ۲۴ ] |
| بازگشت مردگان زنده ۳                | برایان یوزنا              | ملیندا کلارک، جی ترور ادموند، کنت مکورد، سارا داگلاس                                     | ایالات متحده         |                                                           | [ ۲۵ ] |
| انتقام وحشیانه                      | دونالد فارمر              | کامیل کیتون، جورج مارانویل، ملیسا مور                                                    | ایالات متحده         |                                                           |        |
| شرام                                | یورگ باتگرایت             | مونیکا ام. , بئاتریس مانوفسکی، ادی زکریا                                                 | آلمان                |                                                           |        |
| اسکیتر                              | کلارک براندون             | تریسی گریفیث، جیم یانگز، چارلز ناپیر، مایکل جی پولارد                                    | ایالات متحده         |                                                           | [ ۲۶ ] |
| زیرگونه ۲: سنگ خون                  | تد نیکولائو               | آندرس هوو، ملانی شاتنر، کوین بلر                                                         | ایالات متحده         |                                                           | [ ۲۷ ] |
| Things                              | جی وولفل، دنیس دیوین      | کورتنی لرکارا، نیل دلاما، کلی ژان دامایر                                                 | ایالات متحده         |                                                           | [ ۲۸ ] |
| کنه                                 | تونی راندل                | روزالیند آلن، آمی دولنز، ست گرین                                                         | ایالات متحده         |                                                           | [ ۲۹ ] |
| To Sleep with a Vampire             | آدام فریدمن               | چارلی اسپرادلینگ، اسکات ولنتاین، اینگرید ولد                                             | ایالات متحده         |                                                           | [ ۳۰ ] |
| تامیکنکرها                          | جان پاور                  | جیمی اسمیتس، مارگ هلگنبرگر، جوانا کسیدی، تریسی لوردز، ای‌جی مارشال، رابرت کارادین         | ایالات متحده         | فیلم تلویزیونی بر اساس رمان استفان کینگ                   | [ ۳۱ ] |
| تروما                               | داریو آرجنتو              | کریس رایدل، آزیا آرجنتو، پایپر لوری، برد دوریف                                           | ایتالیا ایالات متحده |                                                           | [ ۳۲ ] |
| داستان ناگفته                       | هرمان یاو                 | آنتونی وانگ، دنی لی                                                                      | هنگ کنگ              |                                                           | [ ۳۳ ] |
| وارلاک: آرماگدون                    | آنتونی هیکوکس             | جولیان سندز، کریس یونگ، پائولا مارشال                                                    | ایالات متحده         | دنبالهٔWarlock (1989)                                      | [ ۳۴ ] |
| ویچ‌بورد ۲: درگاه شیطان              | کوین اس تنی               | آمی دولنز، کریستوفر مایکل مور، لرین نیومن                                                | ایالات متحده         | دنبالهٔWitchboard (1986)                                   | [ ۳۵ ] |
| جادوگری ۵: رقص با شیطان             | تالون هسو                 | فردی آندریوچی، عایشه هاور، درو پلوسو                                                     | ایالات متحده         |                                                           | [ ۳۶ ] |
| The Witching                        | اریک بلک متیو جیسون والش  | آگی آلوارز، کارول بارتا، ورونیکا اور                                                     | ایالات متحده         |                                                           |        |
| حمام خون زامبی                      | ورق تاد                   | جری آنجل، کتی متز، آگی آلوارز                                                            | ایالات متحده         |                                                           | [ ۳۷ ] |

## یادکردها
1. ↑  Muir 2011, pp. 269–270.
2. ↑  Young 2000, p. 67.
3. ↑  Binion, Cavett. "Body Melt". Allmovie. Retrieved August 6, 2011.
4. ↑  Muir 2011, p. 271.
5. ↑  Muir 2011, pp. 268–271.
6. ↑  Muir 2011, pp. 321–322.
7. ↑  Young 2000, p. 133.
8. ↑  Young 2000, p. 135.
9. ↑  Brennan, Sandra. "Dollman vs. Demonic Toys". Allmovie. Retrieved August 6, 2011.
10. ↑  Binion, Cavett. "Full Eclipse". Allmovie. Retrieved August 6, 2011.
11. ↑  Crow, Jonathan. "The Killing Box". Allmovie. Retrieved August 6, 2011.
12. ↑  "Hocus Pocus (1993) - Kenny Ortega | Synopsis, Characteristics, Moods, Themes and Related | AllMovie".
13. ↑  Muir 2011, pp. 285–288.
14. 1 2  Muir 2011, pp. 293–294.
15. ↑  Buchanan, Jason. "Little Cory Gory". Allmovie. Retrieved August 6, 2011.
16. ↑  "Mahakaal". Allmovie. Retrieved August 6, 2011.
17. ↑  Muir, John Kenneth (2011). Horror Films of the 1990s. McFarland. ISBN 978-0-7864-8480-5.
18. ↑  Muir, John Kenneth (2011). Horror Films of the 1990s. McFarland. ISBN 978-0-7864-8480-5.
19. ↑  Cooper, Tracie. "Necronomicon". Allmovie. Retrieved August 6, 2011.
20. ↑  Muir 2011, pp. 243–245.
21. ↑  Fountain, Clarke. "Night Owl". Allmovie. Retrieved August 6, 2011.
22. ↑  Muir, John Kenneth (2011). Horror Films of the 1990s. McFarland. ISBN 978-0-7864-8480-5.
23. ↑  Gusse, Brian. "Ozone". Allmovie. Retrieved August 6, 2011.
24. ↑  Muir 2011, p. 298.
25. ↑  Muir 2011, pp. 298–299.
26. ↑  Muir, John Kenneth (2011). Horror Films of the 1990s. McFarland. ISBN 978-0-7864-8480-5.
27. ↑  Muir, John Kenneth (2011). Horror Films of the 1990s. McFarland. ISBN 978-0-7864-8480-5.
28. ↑  Buchanan, Jason. "Things". Allmovie. Retrieved November 30, 2011.
29. ↑  Young 2000, p. 639.
30. ↑  "To Sleep with a Vampire". راتن تومیتوز. Archived from the original on 27 November 2021. Retrieved 27 November 2021.{{cite web}}:  نگهداری یادکرد:ربات:وضعیت نامعلوم پیوند اصلی (link)
31. ↑  Young 2000, p. 905.
32. ↑  Muir 2011, pp. 322–323.
33. ↑  Crow, Jonathan. "The Untold Story". آل‌مووی. Retrieved August 6, 2011.
34. ↑  Erlewine, Iotis. "Warlock: The Armageddon". Allmovie. Retrieved August 6, 2011.
35. ↑  Muir 2011, pp. 426–427.
36. ↑  Blaise, Judd. "Witchcraft V: Dance with the Devil". Allmovie. Retrieved November 12, 2011.
37. ↑  Firsching, Robert. "Zombie Bloodbath". Allmovie. Retrieved August 6, 2011.